# Sphaerodactylus levinsi
Sphaerodactylus levinsi este o specie de șopârle din genul Sphaerodactylus, familia Gekkonidae, descrisă de Heatwole 1968. Conform Catalogue of Life specia Sphaerodactylus levinsi nu are subspecii cunoscute.